# Moisés Julio Blanchoud
Moisés Julio Blanchoud (* 4. September  1923 in Esperanza; † 28. Februar 2016 in Santa Fe) war ein argentinischer Geistlicher und römisch-katholischer Erzbischof von Salta.

## Leben
Moisés Julio Blanchoud empfing am 14. Dezember 1947 die Priesterweihe.
Papst Johannes XXIII. ernannte ihn am 13. Februar 1960 zum Titularbischof von Belali und Weihbischof in Río Cuarto. Der Erzbischof von Santa Fe, Nicolás Fasolino, spendete ihm am 24. April desselben Jahres die Bischofsweihe; Mitkonsekratoren waren Alfonso María Buteler, Bischof von Mendoza, und Manuel Marengo, Bischof von Azul.
Am 6. September 1962 wurde er zum Bischof von Río Cuarto ernannt und am 7. März des nächsten Jahres ins Amt eingeführt.
Er nahm an allen vier Sitzungsperioden des Zweiten Vatikanischen Konzils als Konzilsvater teil.
Am 7. Januar 1984 wurde er durch Papst Johannes Paul II. zum Erzbischof von Salta ernannt und am 31. März desselben Jahres in das Amt eingeführt. Am 6. August 1999 nahm Johannes Paul II. sein altersbedingtes Rücktrittsgesuch an. Vom 1. Oktober 2002 bis zum 30. März 2003 war er während der Sedisvakanz Apostolischer Administrator von Santa Fe de la Vera Cruz.